# Svatyně Kinpu (Jošino)
Svatyně Kinpu (japonsky: 金峯神社, Kinpu džindža) je šintoistická svatyně na hoře Jošino v prefektuře Nara v Japonsku. Hlavní budova svatyně, honden, je vybudována ve stylu nagare zukuri.
Nejstarší dochované záznamy o svatyni pocházejí z roku 852. 
V červenci 2004 byla svatyně spolu s dalšími památkami na poloostrově Kii zapsána na Seznam světového dědictví UNESCO pod názvem Posvátná místa a poutní stezky v pohoří Kii. 